# المنور (رواية)
المنور رواية من تأليف الكاتب البرتغالي جوزيه ساراماغو. الحائز على جائزة نوبل في الآداب.
كانت المنور في الأصل ثاني رواية يُتمّها جوزيه ساراماغو، وقد أرسل مخطوطتها إلى إحدى دور النشر عام 1953، لكنها فُقدت ولم يُعثر عليها إلا بعد مرور 36 عامًا. وعند استرجاعها، قرر ساراماغو تأجيل نشرها إلى ما بعد وفاته. نُشرت الرواية في البرتغال عام 2011 بعد عام من وفاة الكاتب، وتضمنت مقدمة كتبتها أرملته، بيلار ديل ريو، تسرد فيها ردّ فعله حين عُثر على المخطوطة ، تُرجمت الرواية إلى الإنجليزية على يد مارغريت جول كوستا، ونشرتها دار هوتن ميفلين هاركورت عام 2014.

## أبنية القصة وأساليبها

### موقع الحدث:
تدور الرواية في أواخر الأربعينيات من القرن الماضي في مبنى سكني متداع في لشبونة، يقيم به نحو خمسة عشر شخصا من ستة أسر مختلفة، ضمن حياة يومية قاسية تعكس التفاوت الاجتماعي وسط جو مشبع بالضغط والاختلافات الشخصية.

### الشخصيات والصراعات:
تشمل شخصيات الرواية خباز وزوجته زوجين في علاقة مضطربة، أخوات عازبات يعانين من كبت جنسي، ومقيمة تعمل كعشيقة لرجل أعمال، وكاتب حالم. تبرز الرواية قضايا مثل الرغبة غير المتحققة، العنف الأسري، الزنا، والتحرش بأسلوب يلامس الواقع بقسوة وترحم، وتصور الرواية حياتهم في مبنى سكني متداع في لشبونة.

## التقييم النقدي
اعتبرت صحيفة الغرديان (أورسولا ك. لو غوين) الرواية "نموذجاً أولياً" لمسيرة ساراماغو الكتابية مع سرده ووضوح نثري يجعله عملاً مستقلاً عن السياق التأسيسي لمعرفته الأدبية، كما وصفتها الأندبندنت بأنها:
"إنجاز فني شاعري ومتقن مع تعبير عميق عن هشاشة الإنسان".
وصفتها مجلة كركوس ريفيوز بأنها:
«أكثر تقليدية وأقل طابعًا سياسيًا من الأعمال اللاحقة التي كرّست شهرة المؤلف، لكنها تُعد مؤشرًا مبكرًا على موهبة واعدة وقصة تنبض بالحياة».